# Gad Ja’akobi

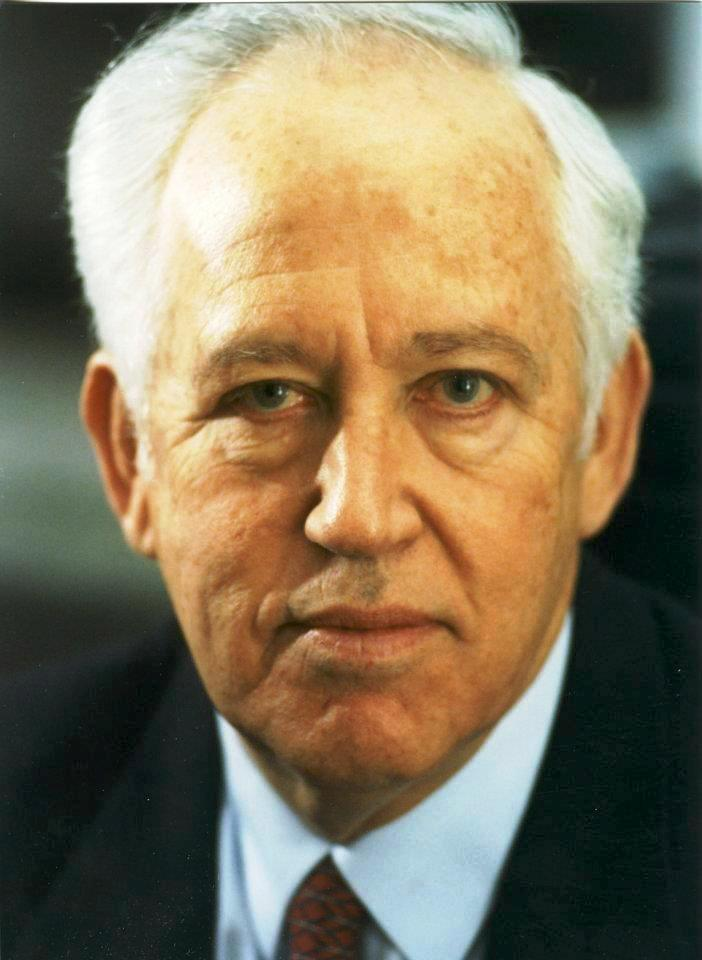
Gad Ja’akobi

Gad Jaʿakobi (hebräisch גד יעקבי‎; * 18. Januar 1935 in Kfar Vitkin bei Netanja; † 27. August 2007 in Toronto, Kanada) war ein israelischer Politiker.

## Politik
Gad Yaʿacobi war von der 7. bis zur 12. Legislaturperiode Mitglied der Knesset. Von 1969 bis 1991 war er Abgeordneter der HaMaʿarach, von 1991 bis 1992 dann der Awoda, von 1974 bis 1977 war er israelischer Verkehrsminister. Im Jahre 1984 war er israelischer Minister für ökonomische Strategien, von 1986 bis 1988  war er Minister für ökonomische Strategien,  von 1987 bis 1990 war er Kommunikationsminister und von 1992 bis 1996 war er israelischer Botschafter bei der UNO.

## Publizist
Er publizierte 15 Bücher, davon zwei Gedichtbände und drei Kinderbücher, und schrieb Artikel für Zeitschriften.